# Angelo Rizzuto (brigante)
Angelo Rizzuto (Parenti, 1771 – 1810) è stato un brigante italiano. Commise vari crimini ed eccidi in Calabria a cavallo tra Settecento e Ottocento e si coordinò con Parafante.

## Biografia
Nacque a Parenti, in provincia di Cosenza, intorno all'anno 1771 in una famiglia umile. Passò 18 anni in campagna e fu a capo di una banda di 40 briganti circa commettendo eccidi come tutti gli altri briganti. Spadroneggiò nei territori della Sila e del Marchesato e agì di concerto con Parafante. Il 17 dicembre 1810 fu circondato dall'aiutante generale Giuseppe Iannelli e dai suoi uomini tra la valle di Sant'Antonio e la montagna di Mollarotta presso Mesoraca. Affamato, fu catturato coi suoi compagni briganti e fu condannato dalla commissione militare all'impiccagione morendo all'età di 39 anni.